# Château-sur-Allier
Château-sur-Allier ist eine französische Gemeinde mit 201 Einwohnern (Stand 1. Januar 2022) im Département Allier in der Region Auvergne-Rhône-Alpes (vor 2016 Auvergne). Sie gehört zum Arrondissement Moulins und zum Kanton Bourbon-l’Archambault.

## Lage
Die Gemeinde Château-sur-Allier liegt an der Grenze zum Département Cher und zum Département Nièvre, etwa 37 Kilometer nordwestlich von Moulins am Fluss Allier, in den hier sein Nebenfluss Bieudre mündet und der die Gemeinde im Osten begrenzt. Nachbargemeinden von Château-sur-Allier sind Mornay-sur-Allier im Norden, Livry im Osten, Le Veurdre im Südosten, Neure im Süden, Lurcy-Lévis im Südwesten und Westen sowie Sancoins im Nordwesten.

## Bevölkerungsentwicklung
| Jahr                       | 1962 | 1968 | 1975 | 1982 | 1990 | 1999 | 2006 | 2016 | 2022 |
| Einwohner                  | 290  | 251  | 212  | 192  | 208  | 172  | 168  | 177  | 163  |
| Quellen: Cassini und INSEE |      |      |      |      |      |      |      |      |      |

## Sehenswürdigkeiten
- Kirche Saint-Maurice aus dem 12. Jahrhundert, im 17. Jahrhundert wieder errichtet
- Schloss Saint-Augustin
- Schloss La Barre

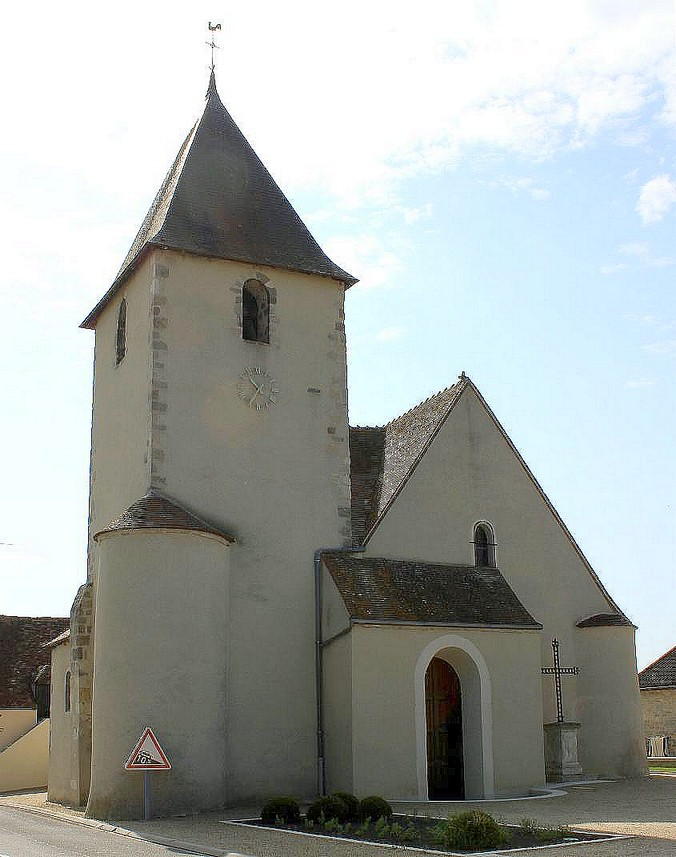
Kirche Saint-Maurice